# سلك قنصلي

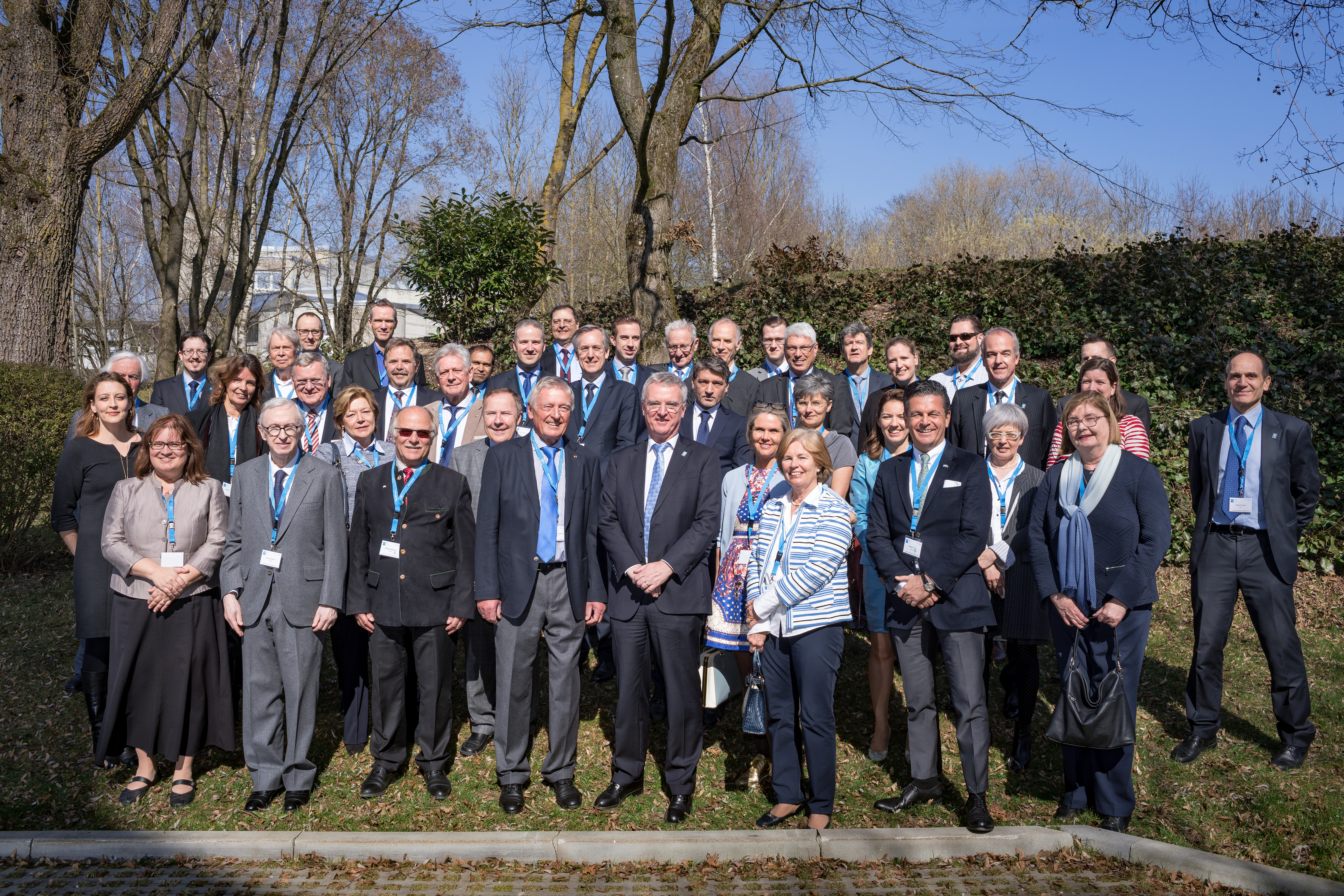
أعضاء السلك القنصلي في بافاريا في مقر المرصد الأوروبي الجنوبي.

السلك القنصلي هو مفهوم مشابه للسلك الدبلوماسي، ولكنه يتعلق بموظفي وممتلكات وعمل القنصلية.
"بينما يكرس السفراء والموظفون الدبلوماسيون جهودهم لتحسين جميع فئات العلاقات الثنائية مع البلد المضيف، فإن السلك القنصلي مسؤول عن رعاية رعاياهم في البلد المضيف".

## روابط خارجية
- "The DC Consular Corps". مؤرشف من الأصل في 2023-01-30. اطلع عليه بتاريخ 2013-12-21.